# Minneapolis Grain Exchange

Logo

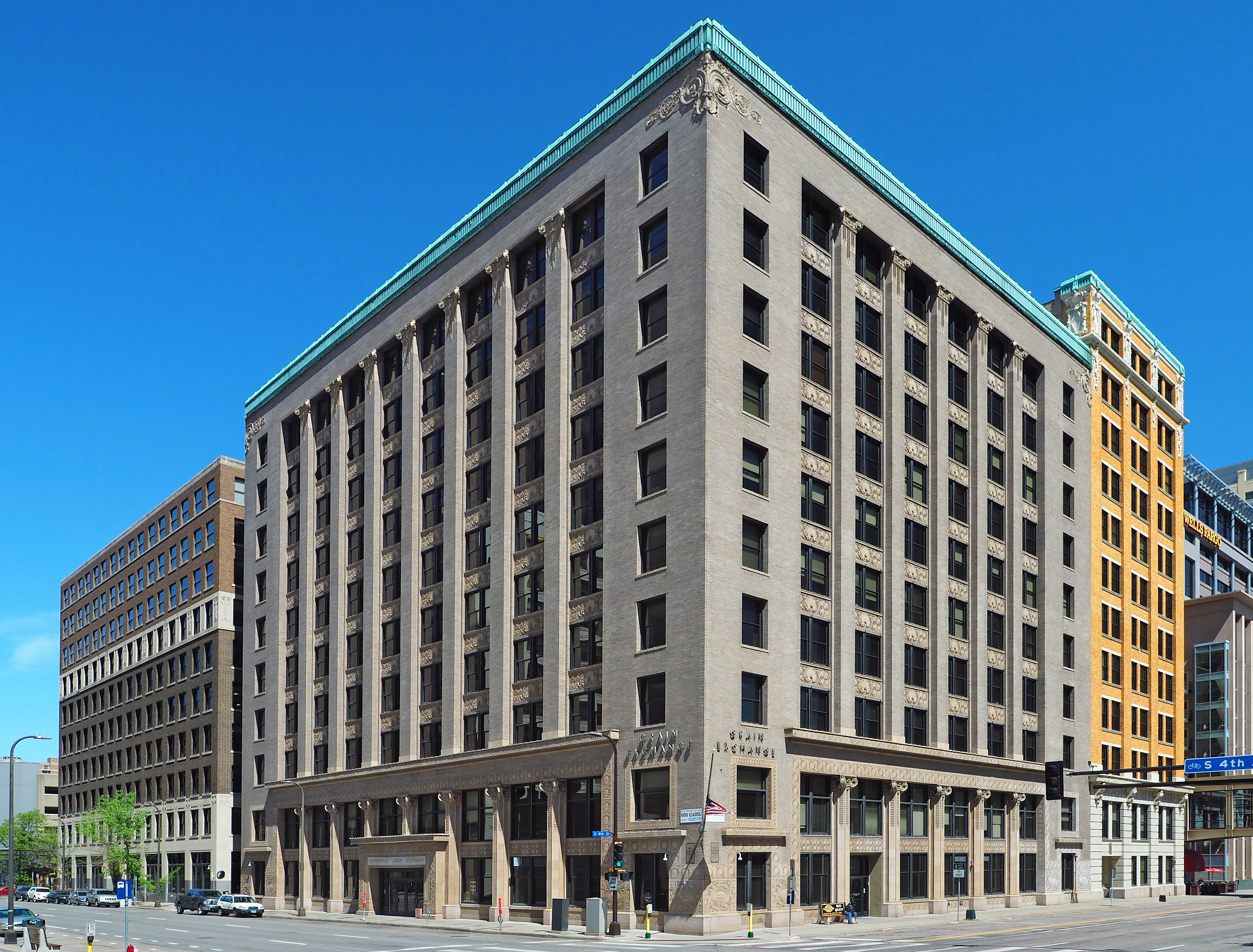
Gebäude der MGEX

Die Minneapolis Grain Exchange (MGEX) wurde 1881 in Minneapolis als Handelsplatz für Getreide gegründet. Heute ist die MGEX eine Getreidefutures- und Optionsbörse, die von der Commodity Futures Trading Commission (CFTC) reguliert wird.